# Hej hej ułani

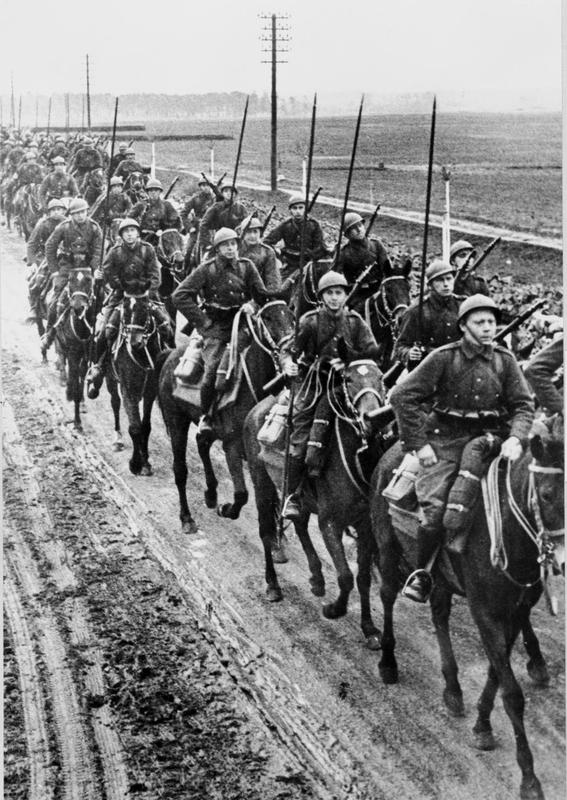
Polnische Ulanen in der Zwischenkriegszeit

Hej, hej ułani malowane dzieci ist ein anonym entstandenes polnisches Militärlied aus dem 19. Jahrhundert.
Im Lied wurde humorvoll die Liebe zwischen Frauen und Ulanen niedergeschrieben. Während des Ersten Weltkrieges war das Lied bei polnischen Soldaten sehr beliebt. Während der Zweiten Polnischen Republik war es auch unter den Kavallerieeinheiten populär.

## Text
Drei Strophen sind besonders bekannt:
1.

Nie ma takiej wioski

Nie ma takiej chatki

Żeby nie kochały

Ułana mężatki

Refrain:

Hej, hej ułani! 

Malowane dzieci!

Niejedna panienka za Wami poleci!

2.

Niejedna panienka

I niejedna wdowa

Za wami ułani

Polecieć gotowa

(Refrain)

3.

Babcia umierała

Jeszcze się pytała

Czy na tamtym świecie

Ułani będziecie?

(Refrain)